# Sofia Okounevska
Sofia Okounevska (en ukrainien : Софія Окуневська, en allemand : Sofia Okunewska), née le 12 mai 1865 et morte le 24 février 1926, est une physicienne, éducatrice, féministe et intellectuelle ukrainienne. Elle est la première femme de Galicie à recevoir un diplôme secondaire et à accéder ainsi à une éducation universitaire. Elle est aussi la première docteure en médecine et la première physicienne d'Autriche-Hongrie,,. Elle est pionnière dans l'utilisation de la radiothérapie en oncologie en Galicie et en Autriche-Hongrie. Elle organise des cours pour des infirmières militaires et des sages femmes, co-fonde le premier syndicat médical, et compile un dictionnaire du jargon médical ukrainien. En plus de son activité à Lviv, elle travaille également en Suisse, en Tchéquie, et dans les camps autrichiens durant la Première Guerre mondiale.
Okounevska est une activiste publique et une figure importante du mouvement féministe en Galicie et en Autriche-Hongrie. Elle écrit également, notamment dans l'almanach Premier courroux (Перший вінок), dans lequel elle publié une histoire à propose de la vie urbaine intitulée Sable. Sable! (Пісок. Пісок!), ainsi que Les liens familiaux dans les chansons et les cérémonies de mariage (Родинна неволя в піснях і обрядах весільних). Elle vit à Lviv durants ses dernières années, où elle dirige un petit cabinet médical. Okenouvska (Okounevska) meurt à l'hôpital d'un appendicite purulant, et est enterré au cimetière de Lytchakiv.

## Jeunesse et éducation
Okenouvska naît le 12 mai 1865 dans le village de Dovjanka, près de Ternopil,,, d'Atanas Daniilovitch Okounevsky et de Karolina Loutchakovska. Sa mère meurt en 1870, et dès lors, elle est élevée par sa tante Teophilie Okounevska-Ozarkevitch. Elle rencontre ainsi sa cousine, l'écrivaine Natalia Kobrynska.
En 1884, Okounevsja obtient la permission de passer les examens du secondaire, et en 1885, elle les réussit brillament à l'Académie secondaire de Lviv, provoquant d'importantes réactions à travers la Galicie,.
Comme les femmes n'avaient pas le droit d'étudier à l'université en Autriche-Hongrie, elle et sa cousine s'inscrirent dans une université suisse. Kobrynska étudie l'économie, tandis qu'Okounevska suit le cursus de médecine de l'Université de Zurich, qu'elle complète en janvier 1836, devenant la première docteure d'Autriche-Hongrie et la première médecin de Galicie.
À Zurich, Okounevska rencontre vatslav Moratchevski, un étudiant varsovien, connu pour ses opinions pro-ukrainiennes, et, en 1890, ils se marient. En février 1896, Okounevska-Moratchevska donne naissance à leur fils Iouri. La même année, elle publie sa thèse sur les changements dans le sang sous l'influence de l'anémie, ce qui lui permet d'obtenir son doctorat en médecine de l'université de Zurich. Elle devient alors la première médecin ukrainienne, et la première médecin de l'ancienne Autriche.

### Mouvement féministe et autres activités
Sofia Okounevska est une pianiste exceptionnelle, et lorsqu'elle rencontre Olha Kobylianska, la soeur de sa professeur du secondaire Julian Kobylianski, elle la fascine. Les deux femmes deviennent amis à vie. 
Sofia, ainsi que ses deux amis Kobrynska et Kobylianska, contribue activement au développement du mouvement des femmes en Galicie et en Bucovine. Elle est une adepte passionnée des longues promenades dans la nature, de l'équitation, du ski, de l'alpinisme, et d'autres pratiques sportives activement promues par les hommes à l'époque.
En 1887, elle publie sous le pseudonyme Yerina la nouvelle socio-psychologique Sable. Sable! ainsi que l'étude scientifique L'esclavage domestique dans les chansons et les cérémonies de mariage, dans le premier almanach de femmes de Galicie, Premier courroux.

## Carrière
En janvier 1896, elle devient docteure et rentre en Galicie avec son mari. Elle ne trouve pas immédiatement d'emploi en Galicie car le gouvernement autrichien ne reconnaît pas les diplômes étrangers. En 1898, elle donne naissance à sa fille Eva.
En mars 1900, le Sénat de l'université Jagellonne de Cracovie reconnaît leurs diplômes, mais ils ne parviennent pas à trouver de travail. Vatslav s'en va à Karlsbad, où il ouvre son cabinet privé, et sa femme reste à Lviv avec ses enfants. Sofia Okounevska-Moratchevska commence à travailler dans la Clique du Peuple, fondée par son cousin le docteur Yevhen Ozarkevitch en 1903. Elle choisit d'exercer la gynécologie et devient ainsi la première gynécologue de la région. Au sein de la clinique, elle organise des cours pour les infirmières et les sages-femmes, compile un dictionnaire du jargon médical ukrainien, et aide à la création de la Commission médicale, le premier syndicat de médecins,. Elle est la première oncologiste de Galicie et d'Autriche-Hongrie à utiliser la radiothérapie pour traiter le cancer,.
Elle est membre à part entière de la Société scientifique Chevtchenko, travaillant activement dans sa section mathématiques-naturalisme-médecine. Ses recherches sur l'osmose, sur la pression osmotique des érythrocytes, sont publiées dans la collection médicale de la société. Elle fonde une école pour gynécologues-obstétriciens à Lviv, étant indignée et attristée du taux de mortalité infantile de galicie, le plus haut d'Europe.
Durant la Première Guerre mondiale, elle offre de l'aide médicale aux ukrainiens dans les camps autrichiens. Après la guerre, elle divorce officiellement de Vatslav. Quelques mois plus tard, en 1919, sa fille Eva se suicide, cette tragédie ayant été causée par les conflits au sein de la famille Moratchevski. Eva étudiait en Suisse et aurait pu devenir la première architecte ukrainienne.
Sofia déménage à Lvlv, dans la maison acheté par André Cheptytsky pour l'artiste Oleksa Novakivskyi, et elle y offre de l'aide médicale privée. La maison fait face à la Cathédrale Saint-Georges de Lviv. La seule consolation de Sofia est son fils Iouri. Elle vit avec lui, sa femme, et leur petite fille jusqu'en 1925, date à laquelle le couple déménage.
Elle passe ses dernières annés à Lviv, où elle garde un petit cabinet médical. Okounevska reste socialement active jusqu'à la fin de ses jours. Elle assiste à des réunions de l'organisation féminine Société ukrainienne des femmes hautement éduquées, établie à Lviv en 1924 sous la direction d'Olena Stepaniv.
Elle décède à l'hôpital d'une appendicite sévère le 24 février 1926. Elle est enterrée au cimetière de Lytchakiv. Plus tard sont enterrés son fils Iouri, sa fille Eva, son mari Vatslav et sa petite-fille Sofia dans le même caveau,.